# اکسل روس
اکسل روس (انگلیسی: Axel Roos؛ زادهٔ ۱۹ اوت ۱۹۶۴) بازیکن فوتبال اهل آلمان است.
از باشگاه‌هایی که در آن بازی کرده‌است می‌توان به باشگاه فوتبال کایزرسلاوترن اشاره کرد.